# Кеды

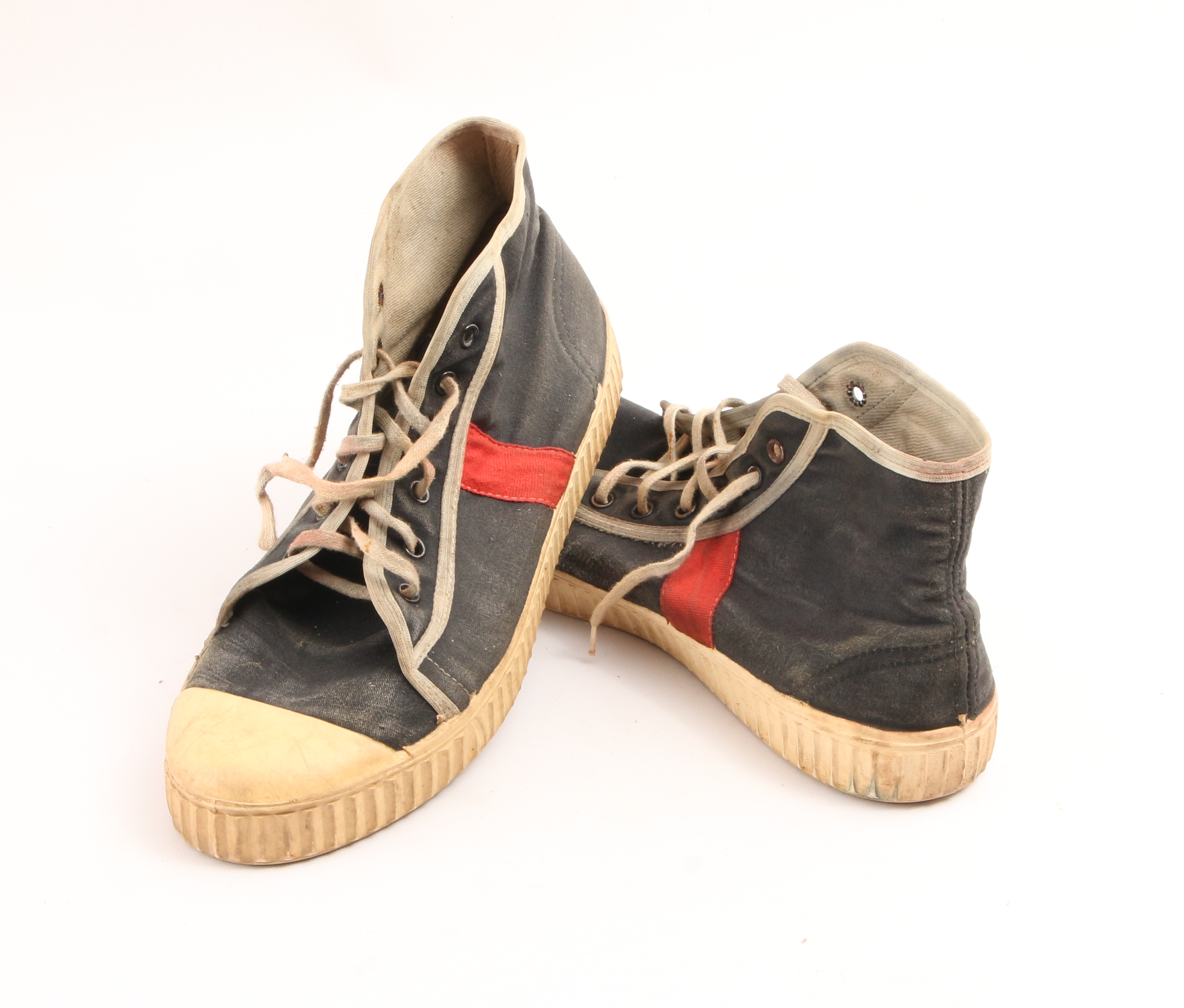
Пара кед СССР, 1987 год.

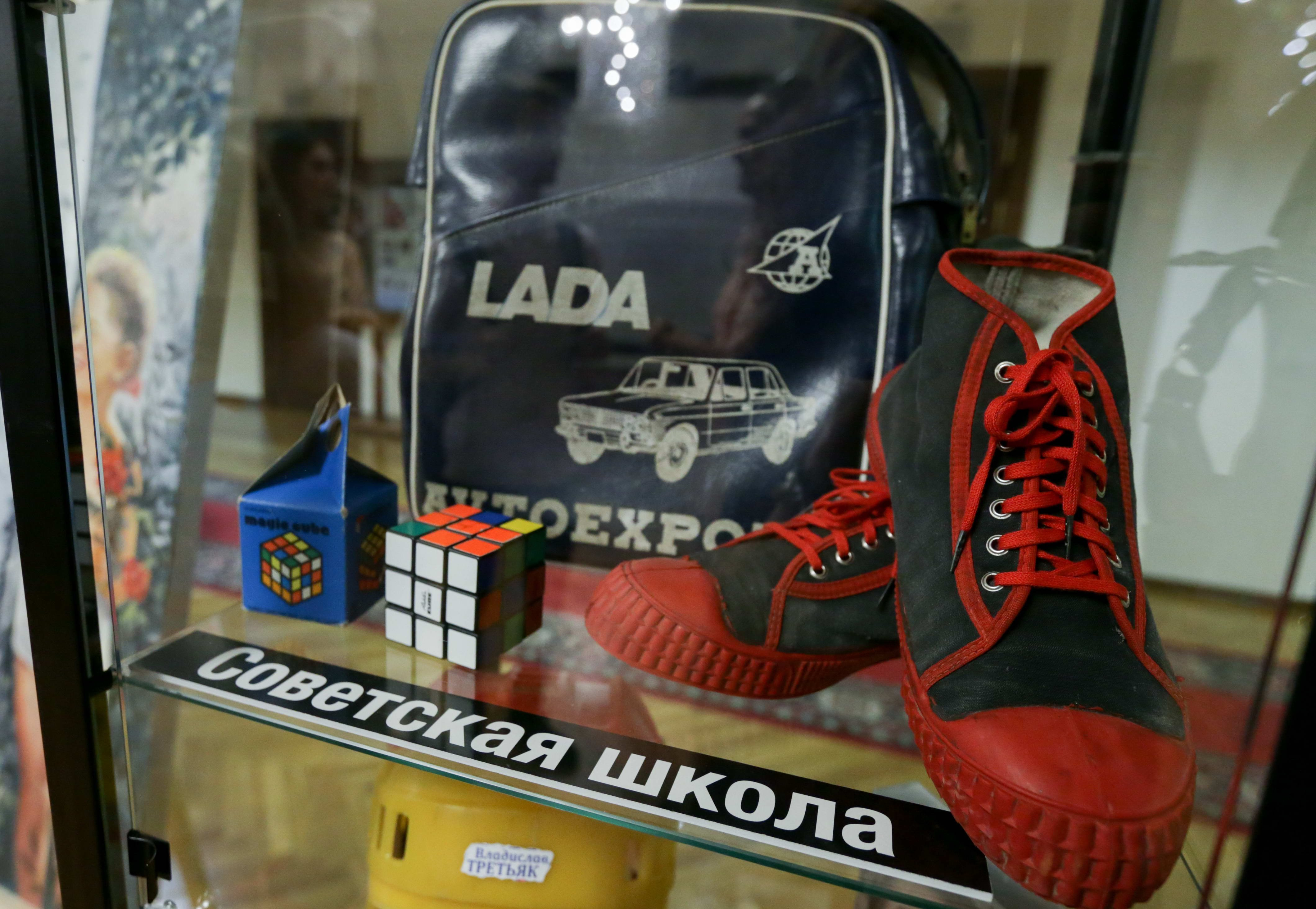
Кеды (сделано в СССР)

Ке́ды — спортивная обувь, эпонимом является торговая марка Keds, запущенная американской фирмой U.S. Rubber в 1916 году. Изначально создавались для занятий спортом, впоследствии стали повседневной обувью.
В отличие от кроссовок и других видов спортивной обуви, подошва кед изготавливается из вулканизированной резины, а верхняя часть выполнена, как правило, из ткани, реже — из кожи или эластичных искусственных материалов. Высота классических кед — выше щиколотки, низкие кеды часто фигурируют как «полукеды».
Выпуск кед освоен многими фирмами во всём мире. Благодаря невысокой цене и удобству в ношении особую популярность они приобрели в молодёжной среде. В некоторых субкультурных сообществах ношение кед считается характерной составляющей стиля повседневной одежды. В СССР кеды были стандартизованы в ГОСТ.
Существуют кеды, специализированные для определённых видов спорта. Например, для скейтбординга выпускаются особые кеды, отличающиеся от прочих материалом верхней части (как правило — замшевые или кожаные), более плотно держащие лодыжку при катании и имеющие абсолютно плоскую подошву для лучшего сцепления с поверхностью скейтборда.